# Герои Российской Федерации — Ю

В настоящем списке представлены в алфавитном порядке Герои Российской Федерации, чьи фамилии начинаются с буквы «Ю». Список содержит информацию о роде войск (службе, деятельности) Героев на время присвоения звания, дате рождения, месте рождения, дате смерти и месте смерти Героев.
 Серым цветом в таблице выделены Герои, награждённые посмертно. 
| № | Фото | Фамилия Имя Отчество           | Род войск, служба   | Годы жизни                 | Место рождения                                      | Место гибели (смерти)   |       |
| - | ---- | ------------------------------ | ------------------- | -------------------------- | --------------------------------------------------- | ----------------------- | ----- |
| 1 |      | Юрченко, Владимир Владимирович | авиация             | род. 7 сентября 1959       | Ужур, Красноярский край, РСФСР                      |                         |       |
| 2 |      | Юрченко, Глеб Борисович        | Десантные войска    | род. 19 февраля 1959       | Бельцы, Молдавская ССР                              |                         |       |
| 3 |      | Юрченко, Юрий Иванович         | ВМФ                 | род. 15 августа 1955       | Ломоносов, Ленинградская область, РСФСР             |                         |       |
| 4 |      | Юрчихин, Фёдор Николаевич      | Космонавт           | род. 3 января 1959         | Батуми, Аджарская АССР, Грузинская ССР              |                         | [ 1 ] |
| 5 |      | Юрьев, Василий Ильич           | ВВ МВД              | 7 мая 1955 — 15 марта 2000 | Нижний Тагил, Свердловская область, РСФСР           | с. Комсомольское, Чечня |       |
| 6 |      | Юсупов, Дамир Касимович        | Гражданская авиация | род. 13 сентября 1977      | Игарка, Красноярский край, РСФСР                    |                         | [ 2 ] |
| 7 |      | Юшков, Сергей Геннадьевич      | ВВ МВД              | род. 22 сентября 1962      | Павлоград, Днепропетровская область, Украинская ССР |                         |       |